# Margatteoidea albovariegata
Margatteoidea albovariegata är en kackerlacksart som först beskrevs av Robert Walter Campbell Shelford 1907.  Margatteoidea albovariegata ingår i släktet Margatteoidea och familjen småkackerlackor. Inga underarter finns listade i Catalogue of Life.